# Ярмаки
Ярмаки́ —  село в Україні, в Миргородській міській громаді Миргородського району Полтавської області. Населення становить 404 осіб. Колишній орган місцевого самоврядування — Ярмаківська сільська рада.

## Географія
Село Ярмаки знаходиться між річками Хорол, (правий берег) і Сага (лівий берег), вище за течією річки Хорол на відстані в 3 км розташоване село Єрки, на протилежному березі річки Хорол - село Рибальське, на протилежному березі річки Сага - село Мальці. Річки в цьому місці звивисті, утворюють лимани, стариці та заболочені озера.

## Історичні факти

### Графи О'Рурки
У 1843 році у власному маєтку в селі Ярмаки Миргородського району на Полтавщині поселився граф Моріц Єгорович О'Рурк. Через рік по тому, включно по 1850 рік, він служив миргородським земським правником. Протягом десяти наступних років М.О'Рурк був миргородським земським суддею, а в 1860 році його обрали провідником миргородського дворянства.

### Земське початкове народне училище
У 1861 році в Ярмаках було відкрито земське початкове народне училище, з 1875 року його опікуном став син графа Володимир Моріцович О'Рурк.

## Економіка
- Молочно-товарна ферма.
- ПП «Їм. Зубківського».

## Об'єкти соціальної сфери
- Школа І-ІІ ст.